# Sjur Aamundssøn Sexe
Sjur Aamundssøn Sexe, född 14 augusti 1808 på gården Sekse, Hardanger, död 17 februari 1888 i Kristiania (nuvarande Oslo), var en norsk matematiker och geolog.
Sexe blev cand.miner. 1840 och var först verksam som bergmästare i Trondheim och därefter vid Kongsbergs silververk. Han var extra ordinarie professor i bergbyggnadslära och fysisk geografi i Kristiania 1860-1877. Han var medlem av Videnskabsselskabet i Kristiania.
Han var en av banbrytarna för glaciärforskningen i Norge och författade därjämte många arbeten om strandlinjer, landets höjningsförhållanden, jättegrytor och istidsfenomen samt Om Skandinaviens vertikale svingninger (i "Archiv for mathematik og naturvidenskab", III) och åtskilliga matematiska avhandlingar.